# La Balme-de-Thuy
La Balme-de-Thuy – miejscowość i gmina we Francji, w regionie Owernia-Rodan-Alpy, w departamencie Górna Sabaudia.
Według danych na rok 1990 gminę zamieszkiwały 304 osoby, a gęstość zaludnienia wynosiła 17 osób/km² (wśród 2880 gmin regionu Rodan-Alpy La Balme-de-Thuy plasuje się na 1325. miejscu pod względem liczby ludności, natomiast pod względem powierzchni na miejscu 605.).